# قائمة رؤساء ريال مدريد

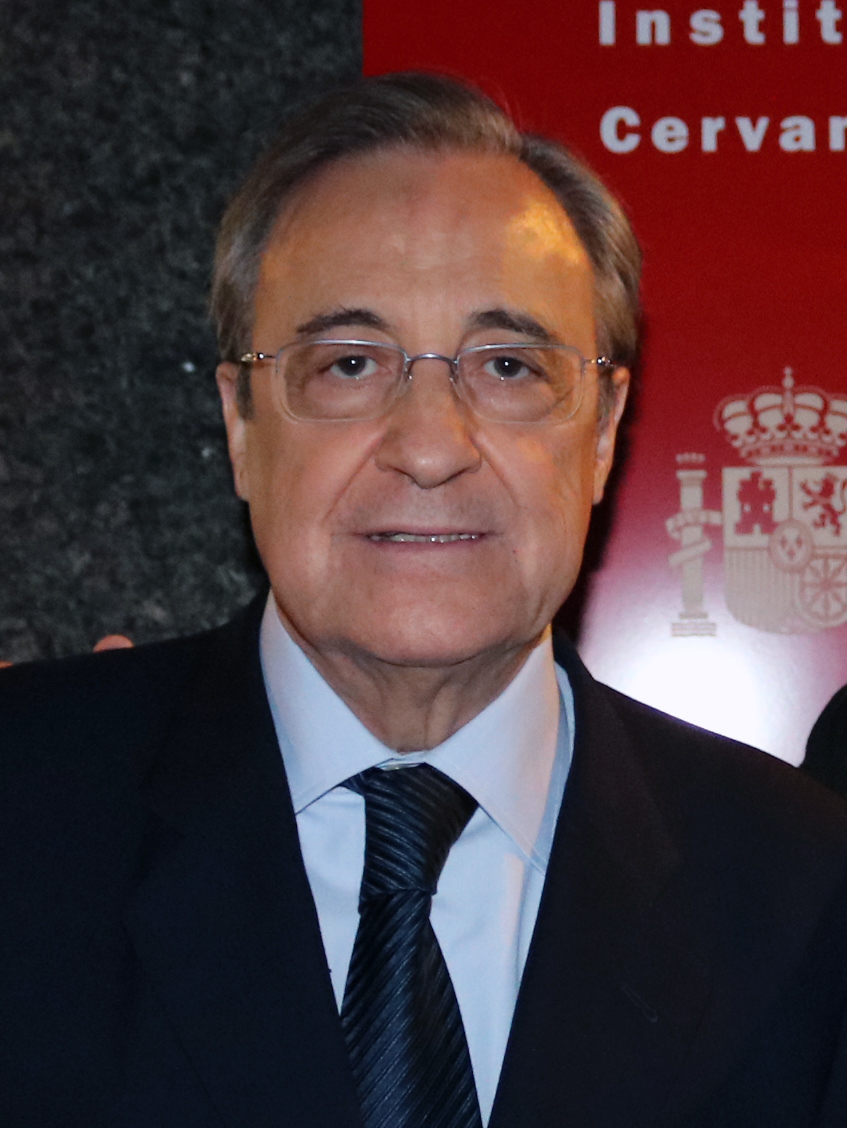
فلورنتينو بيريز الرئيس الحالي لريال مدريد.

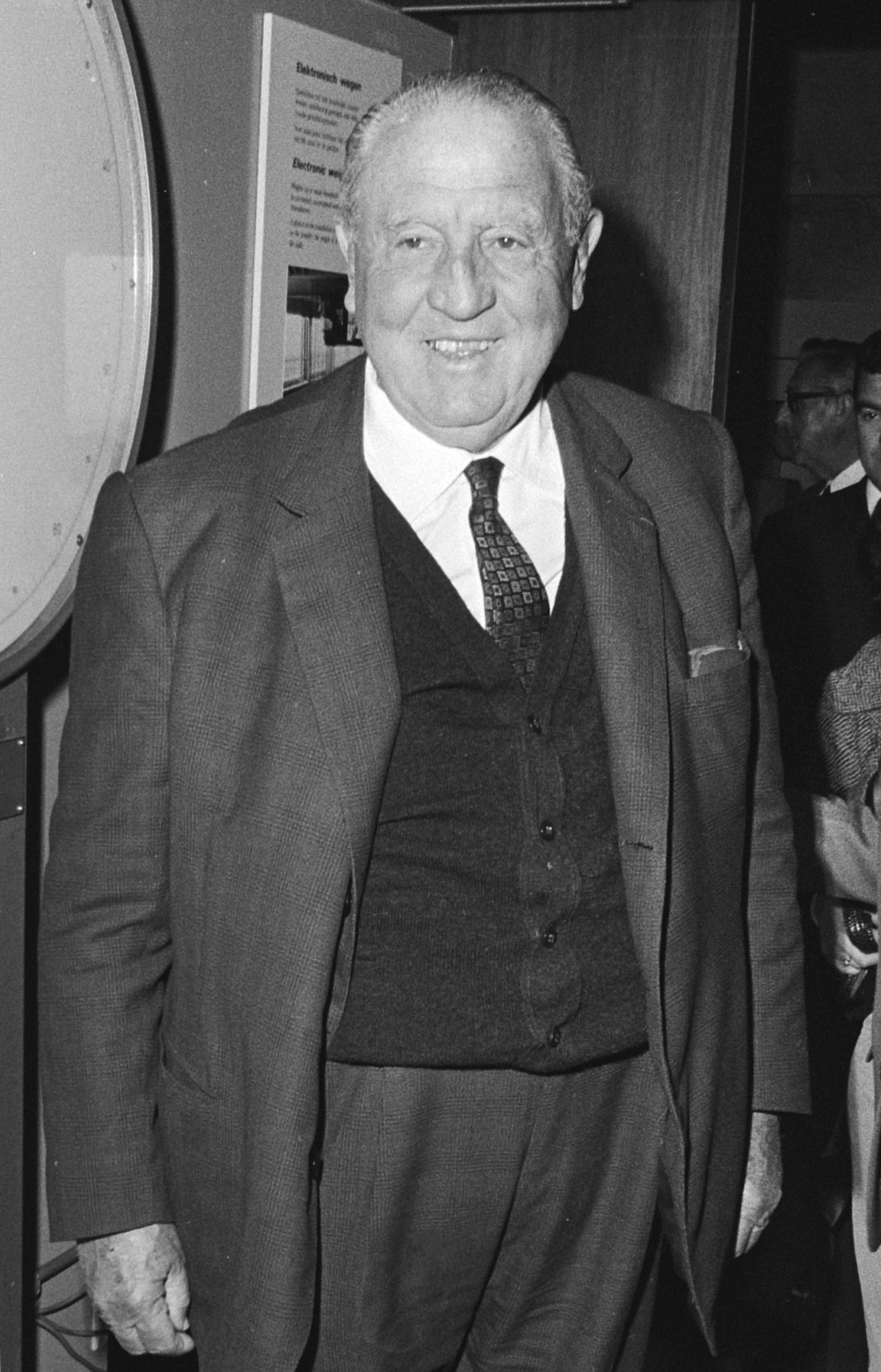
سانتياغو بيرنابيو كان رئيس النادي لمدة 34 سنوات.

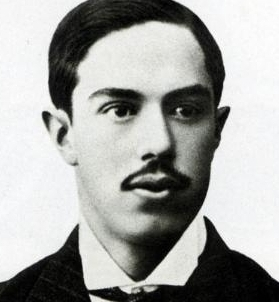
جوليان بلاسيوش أول رئيس لنادي ريال مدريد عام 1900

ريال مدريد هو نادٍ لكرة القدم يقع مقره في مدريد بإسبانيا وينافس في الدوري الإسباني، أكبر دوري كرة قدم في إسبانيا. منذ تأسيسه كان للنادي 18 رئيسًا مختلفًا. النادي مملوك لأعضاء نادي ريال مدريد، بصورة مماثلة لشركة ذات مسؤولية محدودة، ينتخبون الرئيس عن طريق الاقتراع. يتحمل الرئيس مسؤولية الإدارة العامة للنادي، بما في ذلك توقيع العقود رسميًا مع اللاعبين والموظفين. في إسبانيا، من المعتاد أن يشاهد الرئيس المباريات التي يشارك فيها الفريق الأول مع رئيس الفريق المنافس.
منذ تأسيسه امتلك نادي ريال مدريد ويديره فقط أعضائه (جميعهم إسبان)، على عكس معظم أندية كرة القدم الأوروبية. يظل سانتياغو بيرنابيو رئيس النادي الأطول في المنصب (35 عامًا، من 1943 إلى 1978). بالإضافة إلى ذلك، في ظل رئاسة برنابيو، فاز النادي بأكبر عدد من الألقاب (32). في يوليو 2000، تم تعيين لاعب ريال السابق ألفريدو دي ستيفانو رئيسًا فخريًا للنادي.

## قائمة الرؤساء
فيما يلي التاريخ الرئاسي الرسمي لريال مدريد حتى يومنا هذا.
| #  | الاسم                  | من             | إلى            | المدة              |
| -- | ---------------------- | -------------- | -------------- | ------------------ |
| 1  | جوليان بلاسيوش         | 1900           | 6 مارس 1902    | 2 سنوات و125 أيام  |
| 2  | جوان بادروس            | 6 مارس 1902    | يناير 1904     | 1 سنة و301 أيام    |
| 3  | كارلوس بادروس          | يناير 1904     | 1908           | 4 سنوات و0 أيام    |
| 4  | أدولفو ملينديز         | 1908           | يوليو 1916     | 8 سنوات و152 أيام  |
| 5  | بيدرو باراجيس          | يوليو 1916     | 16 مايو 1926   | 9 سنوات و349 أيام  |
| 6  | لويس دي أرقويو         | 16 مايو 1926   | 1930           | 3 سنوات و230 أيام  |
| 7  | لويس يوسيرا            | 1930           | 31 مايو 1935   | 5 سنوات و150 أيام  |
| 8  | رافاييل غيرا           | 31 مايو 1935   | 4 أغسطس 1936   | 1 سنة و65 أيام     |
| 9  | أدولفو ملينديز         | 4 أغسطس 1936   | 27 نوفمبر 1040 | 4 سنوات و115 أيام  |
| 10 | أنتونيو سانتوس بيرالبا | 27 نوفمبر 1940 | 11 سبتمبر 1943 | 2 سنوات و288 أيام  |
| 11 | سانتياغو بيرنابيو      | 11 سبتمبر 1943 | 2 يونيو 1978   | 34 سنوات و264 أيام |
| 12 | لويس دي كارلوس         | سبتمبر 1978    | 24 مايو 1985   | 6 سنوات و265 أيام  |
| 13 | رامون ميندوزا          | 24 مايو 1985   | 26 نوفمبر 1995 | 10 سنوات و186 أيام |
| 14 | لورينزو سانز           | 26 نوفمبر 1995 | 16 يوليو 2000  | 4 سنوات و203 أيام  |
| 15 | فلورنتينو بيريز        | 16 يوليو 2000  | 27 فبراير 2006 | 5 سنوات و226 أيام  |
| 16 | رامون كالديرون         | 2 يوليو 2006   | 16 يناير 2009  | 2 سنوات و198 أيام  |
| 17 | فيسنتي بولودا          | 16 يناير 2009  | 31 مايو 2009   | 125 أيام           |
| 18 | فلورنتينو بيريز        | 1 يونيو 2009   | حتى الآن       | 15 سنوات و284 أيام |

## قائمة الرؤساء الفخريين
| الاسم                          | التعيين       |
| ------------------------------ | ------------- |
| كارلوس بادروس                  | 1908          |
| أدولفو ملينديز                 | 1913          |
| ألفونسو الثالث عشر ملك إسبانيا | 29 يونيو 1920 |
| سانتياغو بيرنابيو              | 27 مايو 1948  |
| ألفريدو دي ستيفانو             | 5 نوفمبر 2000 |
| فرانشيسكو "باكو" خينتو         | أكتوبر 2016   |
| أمانسيو أمارو                  | أكتوبر 2022   |